# 20 fructidor
20 thermidor 20 jour complémentaire
Le décadi 20 fructidor, officiellement dénommé jour de la hotte, est le 350e jour de l'année du calendrier républicain.
C'était généralement le 6e jour du mois de septembre dans le calendrier grégorien.